# 紀元前203年
紀元前203年（きげんぜん203ねん）

## 他の紀年法
- 干支 : 戊戌
- 日本
  - 皇紀458年
  - 孝元天皇12年
- 中国 : 前漢 - 高祖4年
- 朝鮮 :
- ベトナム :
- 仏滅紀元 : 342年
- ユダヤ暦 :

## できごと

### ヨーロッパ
- ウティカの戦い。
- バグラデス川の戦い。
- カルタゴがハンニバルをイタリアから召還。
- 「マグナ・マーテル」としてキュベレー信仰がローマに公式にもたらされる（キュベレ崇拝のローマ到来）。

### 中国
- 韓信らが斉を平定。
- 漢王劉邦が楚王項羽と和す。劉邦が和約を破り、東に帰る項羽を追撃する。